# 17-Mile Drive

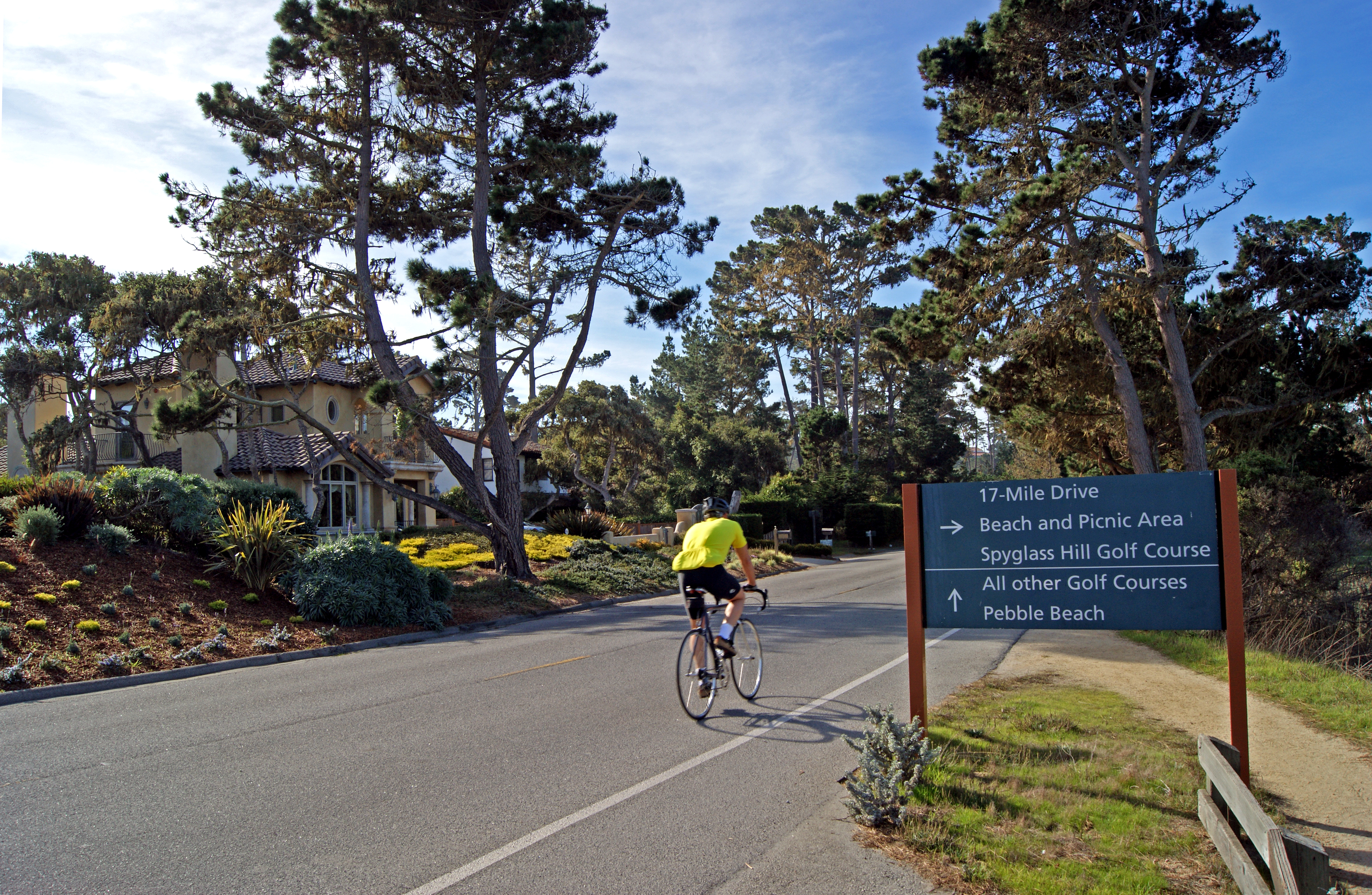
17-Mile Drive

La 17 Mile Drive è una strada che va da Pacific Grove a Pebble Beach in California, seguendo per la maggior parte del suo percorso la costa del Pacifico; è anche la strada principale per raggiungere la comunità controllata di Pebble Beach. Così come la comunità, la maggior parte di 17-Mile Drive è di proprietà e gestita dalla Pebble Beach Corporation. La 17-Mile Drive è lunga 9,6 mi, fra l'ingresso sulla California State Route 1 e Sunset Drive.

## Descrizione

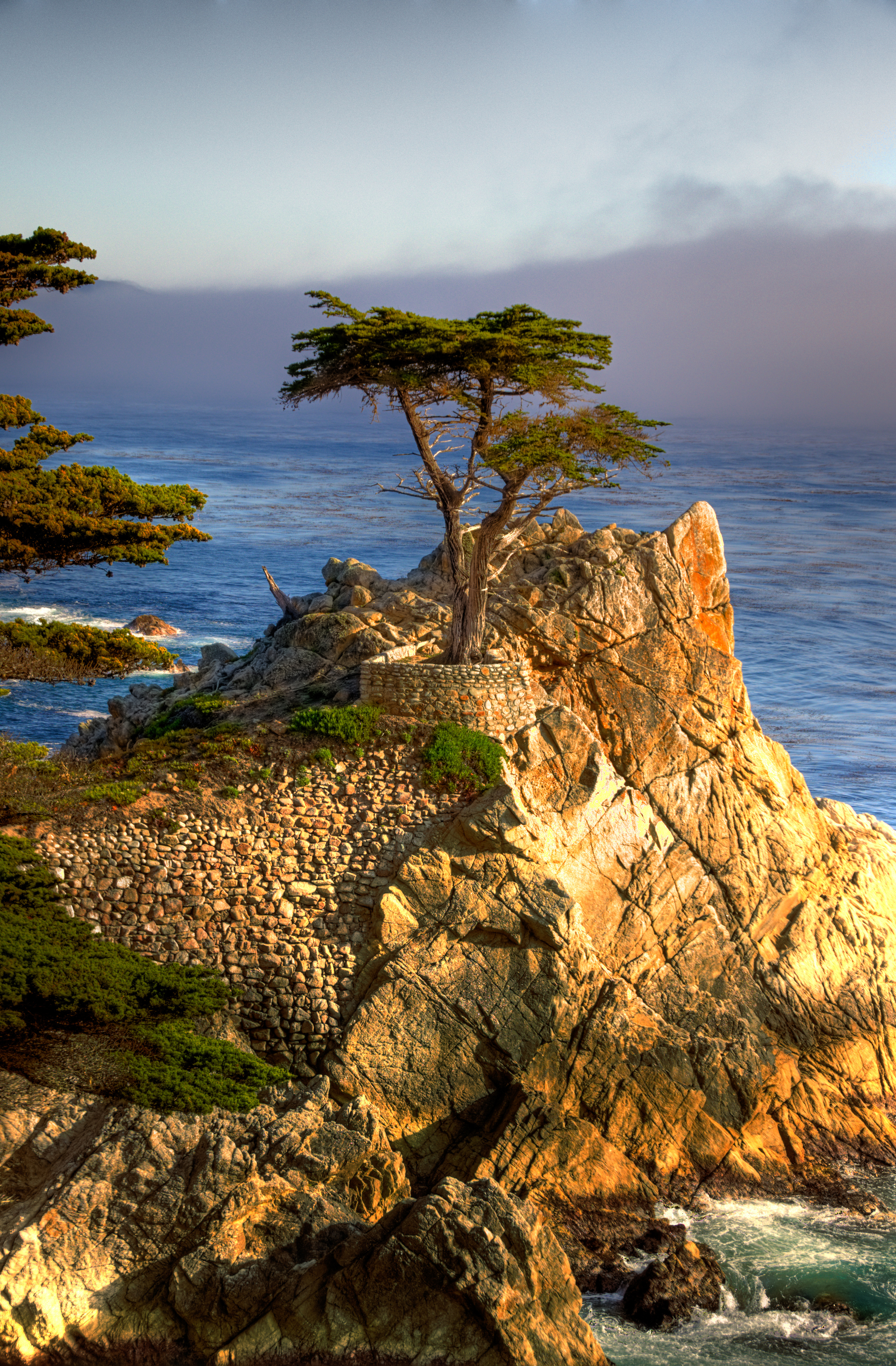
Lone Cypress

All'ingresso nord, la strada origina da Pacific Grove, all'incrocio tra Del Monte Blvd e Esplanade Street. Pertanto la famosa 17-Mile Drive inizia a poche miglia a sud di questo punto. L'incrocio della Highway 68 (Holman Highway/Sunset Drive) e 17-Mile Drive segna l'ingresso di Pebble Beach.
La strada corre nell'entroterra passando per Spanish Bay e quindi lungo le spiagge e sulle colline costiere, che forniscono punti panoramici di osservazione. Il percorso lungo 17-Mile Drive può durare in funzione della volontà dei viaggiatori e comunque un minimo di 20 minuti fino a Carmel senza soste intermedie. Ci sono numerose piazzole di parcheggio lungo la strada che consentono una sosta per scattare foto, o uscire dall'auto e passeggiare lungo il mare o tra gli alberi. I visitatori riceveranno una mappa che evidenzia alcuni dei luoghi più panoramici della strada. Primo fra questi è il Lone Cypress Tree, un albero che è il simbolo ufficiale di Pebble Beach e un appuntamento fisso frequente di trasmissioni televisive provenienti da questa zona.
Gli unici servizi aperti al pubblico a Pebble Beach (distributori di benzina, bagni, ristoranti) sono al Lodge di Pebble Beach e l'Inn di Spanish Bay. Esistono poi diversi luoghi comodi e panoramici per picnic. Spyglass Hill e Poppy Hills, campi da golf, hanno anch'essi ristoranti aperti al pubblico.
Appena fuori dall'ingresso di Pacific Grove della 17-Mile Drive verso Pebble Beach, si trova la Pacific Grove's Sunset Drive, che diviene poi Ocean View Boulevard e quindi Pacific Grove's scenic coastline. Essa viene chiamata localmente "poor man's 17-Mile Drive" (17-Mile Drive dei poveri).

## Pedaggio
Per percorrere il tratto di 17-Mile Drive Road che attraversa la Pebble Beach Gated Community occorre pagare USD $10.50 ad auto (tariffa del 23/1/21) I residenti non sono soggetti a questo pedaggio, come pure per l'ingresso a piedi o con la bici. Questo è il tratto di strada nel quale si trova il Lone Cypress Tree ed il Pebble Beach Golf Course.